# 峡南CATV
峡南CATV（きょうなんシーエーテーブイ）は、かつて身延町（旧身延町）をエリアとするケーブルテレビ局であった。略称はKCT。

## 概要
峡南CATVは、峡南地域独特の地形を生かし、身延山奥の院・下部テレビ中継局・静岡県日本平テレビ送信所からの電波を受信し、再送信していた。（受信点は身延町波木井）
同CATVはデジタル対応に支障が出たため、2010年（平成22年）9月末をもって廃業することを表明。日本ネットワークサービス(NNS)にエリア営業権を譲渡。
NNSは老朽化した設備をデジタル対応のため光ケーブルに置換する工事を進める。CATV加入権は担保されるものの、移行後の対応設備設置費用は加入者負担となる。